# Орден Мужества (Абхазия)
Орден Мужества (абх. Афырхаҵаразы аорден) — государственная награда Абхазии. 
Орден учреждён в октябре 2007 года Народным собранием Республики Абхазия ко Дню Победы в Отечественной войне 1992—1993 гг.

## Статут
Орден Мужества является военной государственной наградой Республики Абхазия.
Орден Мужества учреждён для награждения военнослужащих Вооруженных сил Республики Абхазия, сотрудников других силовых ведомств и подразделений (в том числе иностранных граждан и лиц без гражданства): за особую отвагу, самоотверженность и мужество, другие заслуги, проявленные при исполнении воинского и служебного долга.
Награждение орденом Мужества производится указом Президента Республики Абхазия по представлению командиров воинских частей и подразделений, с одобрения Министра обороны Республики Абхазия (руководителей иных силовых ведомств).
Орден Мужества носится на левой стороне груди, при наличии Ордена Ахьдз-Апша располагается после него. Лента орденской планки располагается после ленты орденской планки Ордена Леона.